# Epitome
Un'epìtome (dal greco ἐπιτομή, composta dalla preposizione ἐπί epì, "sopra", e dal sostantivo τομή tomè, "taglio") è uno scritto in cui la materia di un'opera di vaste proporzioni è condensata nei suoi contenuti essenziali, in modo da formare un compendio agile e di larga divulgazione. Si considerano, spesso, opere nuove, anche perché sintetizzano in una forma particolare e in genere con un nuovo titolo e un diverso responsabile i contenuti di opere preesistenti.

## Nel mondo antico

### In Grecia
La necessità di scrivere epitomi si sviluppò nel mondo antico e altomedievale, in presenza di opere tanto importanti, quanto particolarmente lunghe. La redazione di epitomi vanta un illustre iniziatore in Teopompo, autore di un'Epitome di Erodoto in due libri. Un altro compendio di età ellenistica fu quello della Storia degli animali di Aristotele per opera di Aristofane di Bisanzio (forse con il titolo di Ὑπομνήματα εἰς Ἀριστοτέλην). Realizzato in quattro libri, ci sono pervenute parti dei primi due in una raccolta zoologica fatta collazionare da Costantino Porfirogenito.
La pratica cominciò a diffondersi in modo più ampio in età romana imperiale, sia nel mondo greco sia in quello romano a scopo didattico. Esempi nel mondo greco sono: l'epitome (perduta) del Glossario di Panfilo di Alessandria; le epitomi geografiche di Artemidoro di Efeso; i compendi (pervenuti) dei Deipnosofisti di Ateneo; il riassunto in prosa del contenuto del Ciclo epico, opera di Proclo trasmesso da Fozio di Costantinopoli. 
Di età cristiana sono le epitomi della Storia Egizia di Manetone compiute da Sesto Giulio Africano ed Eusebio per le loro opere cronografiche e, infine, risale al IV secolo anche la Synopsis ad Eustathium, compilata dal medico Oribasio per il figlio Eustazio, che rappresenta una sinossi delle sue raccolte: si tratta di un'autoepitome compilata da Oribasio in nove libri, indirizzata a chi deve viaggiare e ha scopi pratici.

### A Roma
A Roma, oltre all'opera dell'epitomatore Diodoro Siculo nei confronti degli storiografi precedenti, sappiamo da Marziale che già in età flavia (seconda metà del I secolo d.C.) circolava un'epitome della Storia di Roma di Tito Livio. Di Livio ci sono arrivate le periochae, una sorta di epitome, o meglio, di riassunti di tutta l'opera liviana, di cui però alcuni sono così brevi, che li si potrebbe definire piuttosto come indici. Il codice più antico che ce le abbia conservate proviene dal monastero di S. Nazario.
Al II secolo risalirebbe l'epitome, compiuta da Festo, del De verborum significatione di Verrio Flacco; a sua volta, l'epitome di Festo fu ulteriormente riassunta da Paolo Diacono nel VI secolo. 
Circa un secolo dopo i Flavi, Marco Giuniano Giustino riassunse le Historiae Philippicae di Pompeo Trogo, mentre nel III-IV secolo un'altra epitome sulla storia romana di Eutropio (IV secolo), le Storie di Orosio e Giulio Esuperanzio nel suo Opusculum riassunse le Historiae di Sallustio, dall'ascesa di Mario alla fine di Sertorio. Ancora, due epitomi conservate di Valerio Massimo risalgono all'età tardoantica: quella di Giulio Paride è giunta a noi completa, mentre quella di Ianuario Nepoziano arriva fino all'inizio del terzo libro. In questo stesso periodo, Sidonio Apollinare stese una sorta di epitome, riassumendo in versi le commedie di Terenzio.

## Le epitomi bizantine e arabe
Anche nella letteratura storica islamica il fenomeno è assai frequente, generato dal timore di criticare i primi studiosi dell'età di Maometto, considerati depositari di una conoscenza impossibile da migliorare. Per questa ragione, ad esempio, la Sīra (Biografia) di Maometto, dovuta a Ibn Isḥāq, fu epitomata nei secoli successivi dagli storici che intendevano parlare anche del primissimo Islam, da Ibn Saʿd a Ṭabarī, da Ibn al-Athīr a Masʿūdī.
Nel mondo bizantino, specie dopo il IX secolo, l'uso dell'epitome si affermò nel caso di opere, appunto, troppo voluminose, tra le quali il miglior esempio è l'epitome di Cassio Dione: infatti dei primi 20 libri di Dione si hanno solo le epitomi scritte nell'XI secolo da Giovanni Zonara, mentre degli ultimi libri (dal LX all'LXXX) restano le più scarse epitomi di Giovanni Xifilino. Sempre a quest'epoca risale l'epitome dei libri XI-XX delle Antichità Romane di Dionigi di Alicarnasso, scoperta in un palinsesto milanese da Angelo Mai.
Fozio, già citato, fu autore, nella sua Biblioteca, di numerose epitomi, tra le quali spiccano quelle dei romanzi di Antonio Diogene e Giamblico e delle opere storiografiche di Ctesia, Teopompo, Arriano.
Al XII secolo e a Giovanni Tzetzes risalirebbe l'Epitome della Biblioteca di Apollodoro contenuta nel manoscritto Vat. gr. 950.